# دناتون گیمز
دناتون گیمز (انگلیسی: Dennaton Games) شرکت بازی ویدئویی سوئدی است، که در سال ۲۰۱۲ تأسیس شد.